# Continental Coachwork

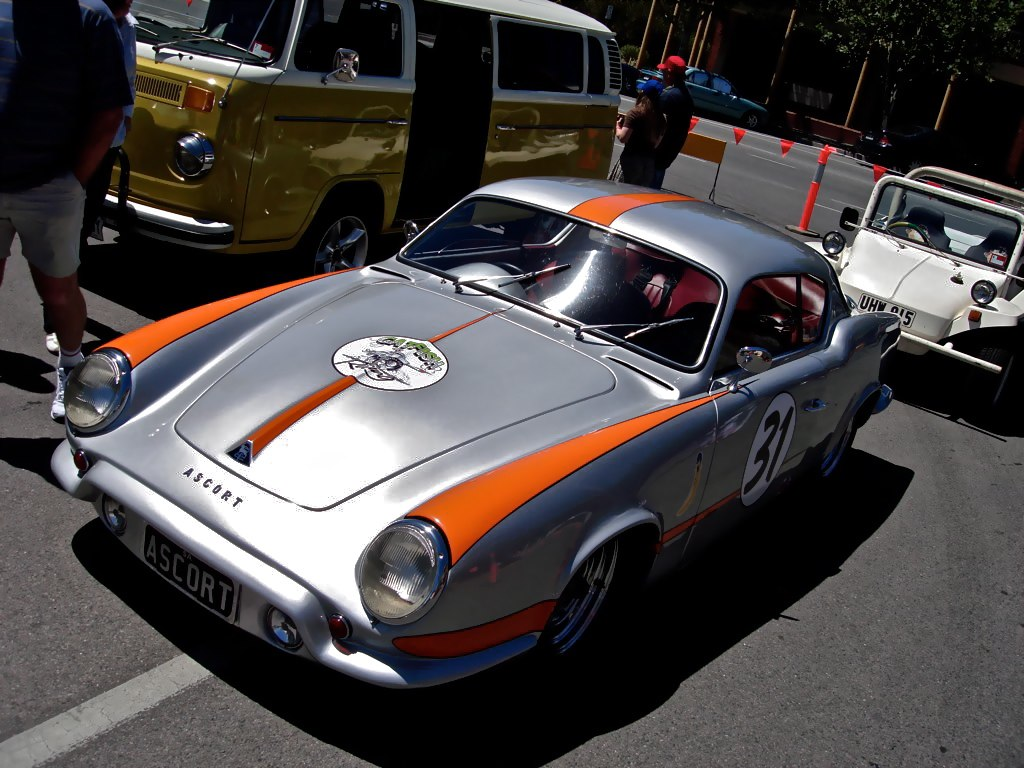
Ascort

Continental Coachwork Pty Ltd war ein australischer Hersteller von Automobilen.

## Unternehmensgeschichte
Das Unternehmen aus Sydney begann 1958 unter Leitung von Mirek Craney mit der Produktion von Automobilen. Der Markenname lautete Ascort. 1960 endete die Produktion. Insgesamt entstanden 19 Fahrzeuge.

## Fahrzeuge
Das einzige Modell basierte auf dem Fahrgestell des VW Käfer. Darauf wurde eine leichte, viersitzige Coupé-Karosserie aus glasfaserverstärktem Kunststoff montiert. Der Vierzylinder-Boxermotor wurde mit Okrasa-Teilen von Gerhard Oettinger (1920–1997) aus Friedrichsdorf bei Frankfurt am Main auf 41 kW getunt. Die Höchstgeschwindigkeit war mit 144 km/h angegeben.